# Křižany
Křižany (německy Kriesdorf) jsou vesnice a spolu s vesnicí Žibřidice též obec na severu Česka, v okrese Liberec, v Libereckém kraji. Tato obec v Podještědí leží asi 10 km západně od Liberce, na silnici z Chrastavy do Osečné. Křižany leží na samém východním okraji Ralské pahorkatiny pod svahy Ještědsko-kozákovského hřbetu na Ještědském potoce. Ve vsi je mateřská i základní škola. Žije zde 854 obyvatel.

## Historie

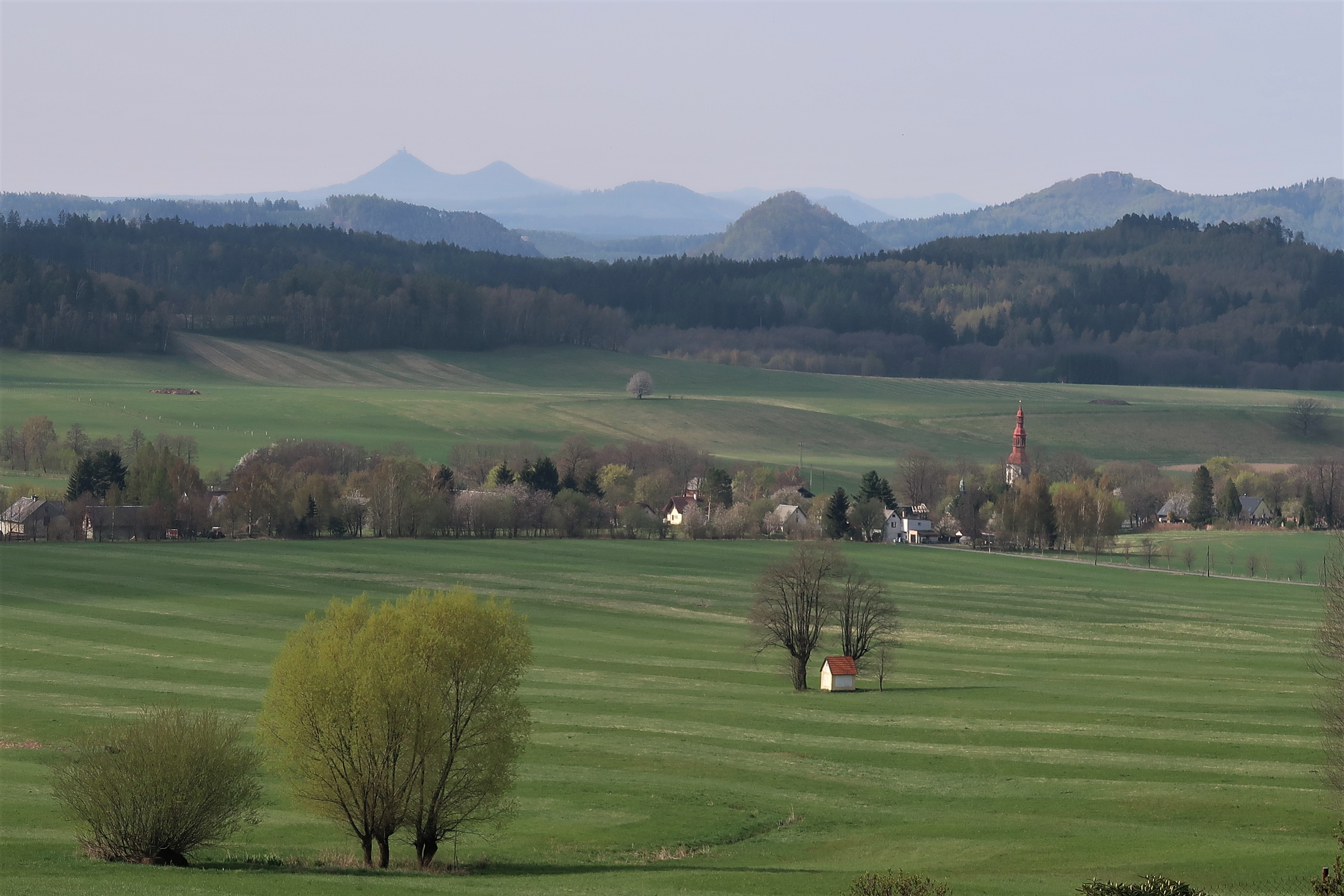
Obec Křižany s panoramatem Lužických hor pohledem od nádraží

Obec je pojmenována po svém zakladateli, Kriesanovi. První písemná zpráva o ní, tehdy ještě pod jménem Suchá, je z roku 1352. Další zmínka, tentokrát z roku 1384, se týká místního kostelíka sv. Maxmiliána.
Křižany a Žibřidice byly přípotoční vsí náležící po celý středověk k hradu Ralsko.
Do poloviny 20. století byla obec tradičně německá. Po druhé světové válce bylo původní německé obyvatelstvo vysídleno.

## Pamětihodnosti

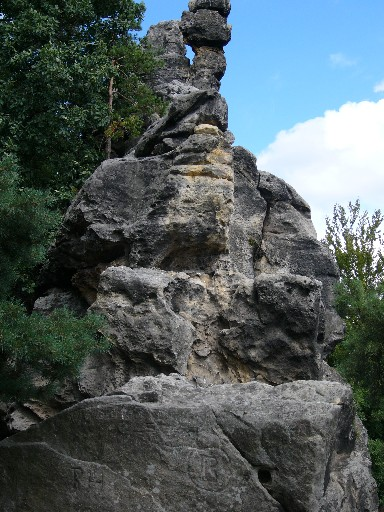
Krkavčí skály

- Původně gotický kostel sv. Maxmiliána byl barokně přestavěn v 17. století. V jeho interiéru se nacházejí pozdně barokní oltář, malované výplně, dřevěný kúr a varhany.
- Plastika sv. Jana Nepomuckého z roku 1747 je umístěna před kostelem.
- Solvayův lom nad obcí byl v provozu ještě na začátku 20. století. Se svými třemi patry a rozlohou cca 15 ha byl nejrozsáhlejším lomem Ještědského pohoří. V jednom z pater lomu byla odkryta tzv. Loupežnická jeskyně.
- Krkavčí skály (472 m), známější jako Vajoletky u Křižan, jsou pískovcové skalní útvary. Tato skupina skal, sestávající ze dvou věží a dalších skalních bloků, je oblíbeným horolezeckým terénem.
- Kostel sv. Šimona a Judy v Žibřidicích pocházel původně z 14. století a roku 1672 byl přestavěn na jednolodní raně barokní kostel.
- Orloj ve věži hasičské zbrojnice Žibřidice a přiléhající muzeum betlémů a hraček.

## Doprava
Severně od obce prochází železniční trať z Liberce do České Lípy, železniční stanice Křižany se nachází nad obcí na jižním úpatí kopce Lom (682 m n. m.).
Přes obec vede silnice II/592, osou obce je však silnice č. III/27241 podél Ještědského potoka. Místní autobusovou dopravu zajišťují dopravci ČSAD Liberec a ČSAD Česká Lípa. Na Křižanské sedlo v letním období zajíždí linka 16 liberecké městské hromadné dopravy, kterou provozuje Dopravní podnik měst Liberce a Jablonce nad Nisou. 

## Kultura
V obci se každoročně (v roce 2015 už pojedenácté) koná dixielandový festival, kde účinkují tuzemské i zahraniční soubory. Termín festivalu je vždy první sobota v srpnu. Festival je pořádán jako happening bez výběru vstupného.

## Osobnosti
- Lucie Klímová – česká zpěvačka a malířka
- Josef Vacke – český umělec a akademický malíř